# ヘンシェルヴェーグマン

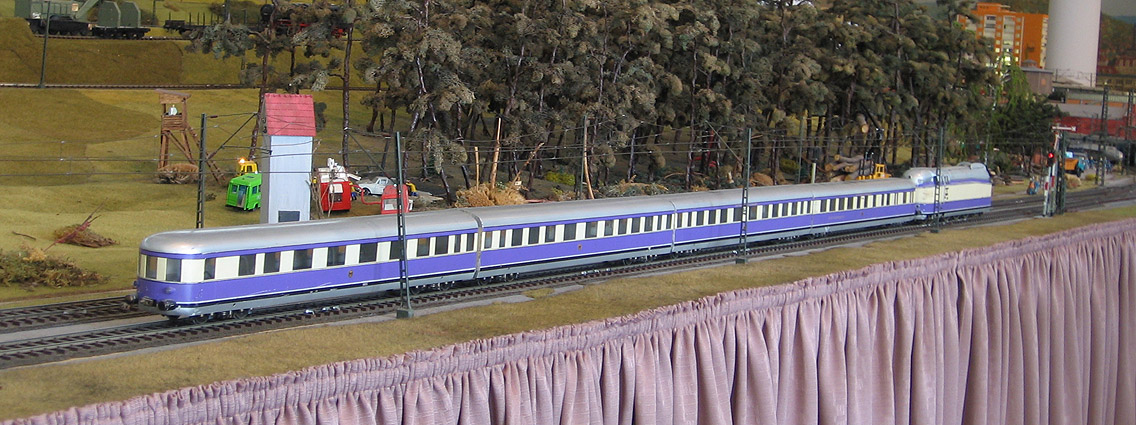
ヘンシェルヴェーグマンの復元模型

ヘンシェル・ヴェーグマン・ツーク（独：Henschel-Wegmann-Zug）とは、ドイツ国営鉄道 (DRG：Deutsche Reichsbahn-Gesellschaft) が1936年から1939年にかけてベルリン - ドレスデン間で運行していた列車である。
流線型の61型蒸気機関車が、4両の客車を牽引する編成となっている。

## 誕生の背景
1930年代、ドイツ国鉄は高速鉄道網の整備に着手していた。1933年5月にはベルリン - ハンブルク間で、流線型気動車（SVT877形）によるフリーゲンターハンブルガーの運行を開始し、当時、平均速度ベースで世界最高速列車となっていた。1933年にはその成功を元に、高速鉄道網をさらに拡張しようとしていた。
しかし、ドイツ国鉄は世界恐慌の痛手から充分に立ち直っていなかった。蒸気機関車による運行の方が気動車による運行よりも経済的であると予想された。また、新しい気動車による高速列車の登場は、蒸気機関車にとっては脅威でもあり、勢力を伸ばしつつある気動車に対抗する必要もあった。

## 計画から製造へ
1933年4月、当時のドルプミュラー・ドイツ国鉄総裁は、ヘンシェル社とヴェーグマン社に「高速蒸気機関車案」の提案を求めた。1934年1月、ドイツ国鉄のアドバイザーであるFriendrich foxは、ヘンシェル社とヴェーグマン社から提案を受け取った。この提案を基に、1934年8月に正式に発注された。
機関車はヘンシェル社、客車はヴェーグマン社が製造し、1935年に機関車が納入された。これが61 001号機である。また、客車は4両が製造された。

## 諸元

### 機関車 (Baureihe 61)

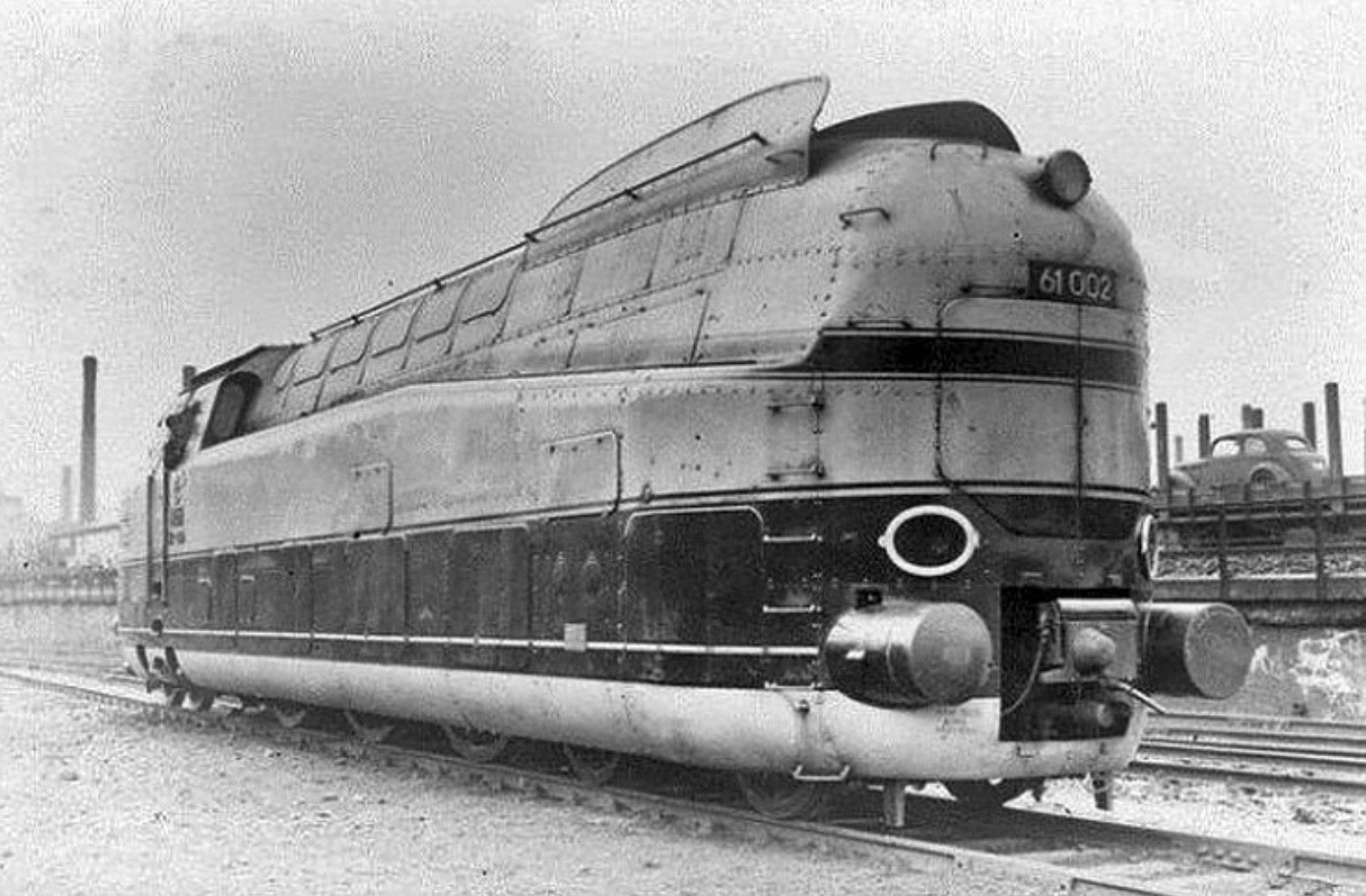
61型蒸気機関車

新製された61 001号機は、高速運転時における空気抵抗を考慮し、車体全体を流線型のカバーで覆ったタンク機関車で、「フリーゲンターハンブルガー」同様、クリームと紫色の塗装となった。これは当時、黒と赤に塗装されていたドイツの蒸気機関車の中では異例のものである。
動輪直径は2300mm、シリンダ蒸気圧ーは20bar、軸配置は2-C-2で、内側に装備されたシリンダーを駆動し、最高速度は175km/hに達した。また、コロ軸受の採用や軽量化など、当時の技術の粋を集めた「意欲作」でもあった。
1939年には1両が増備され、61 002号機となった。001号機同様、流線型のカバーで覆われたタンク機関車であるが、軸配置が2-C-3となり、水タンクの容量が拡張されたほか、3シリンダ方式を採用している。

### 客車

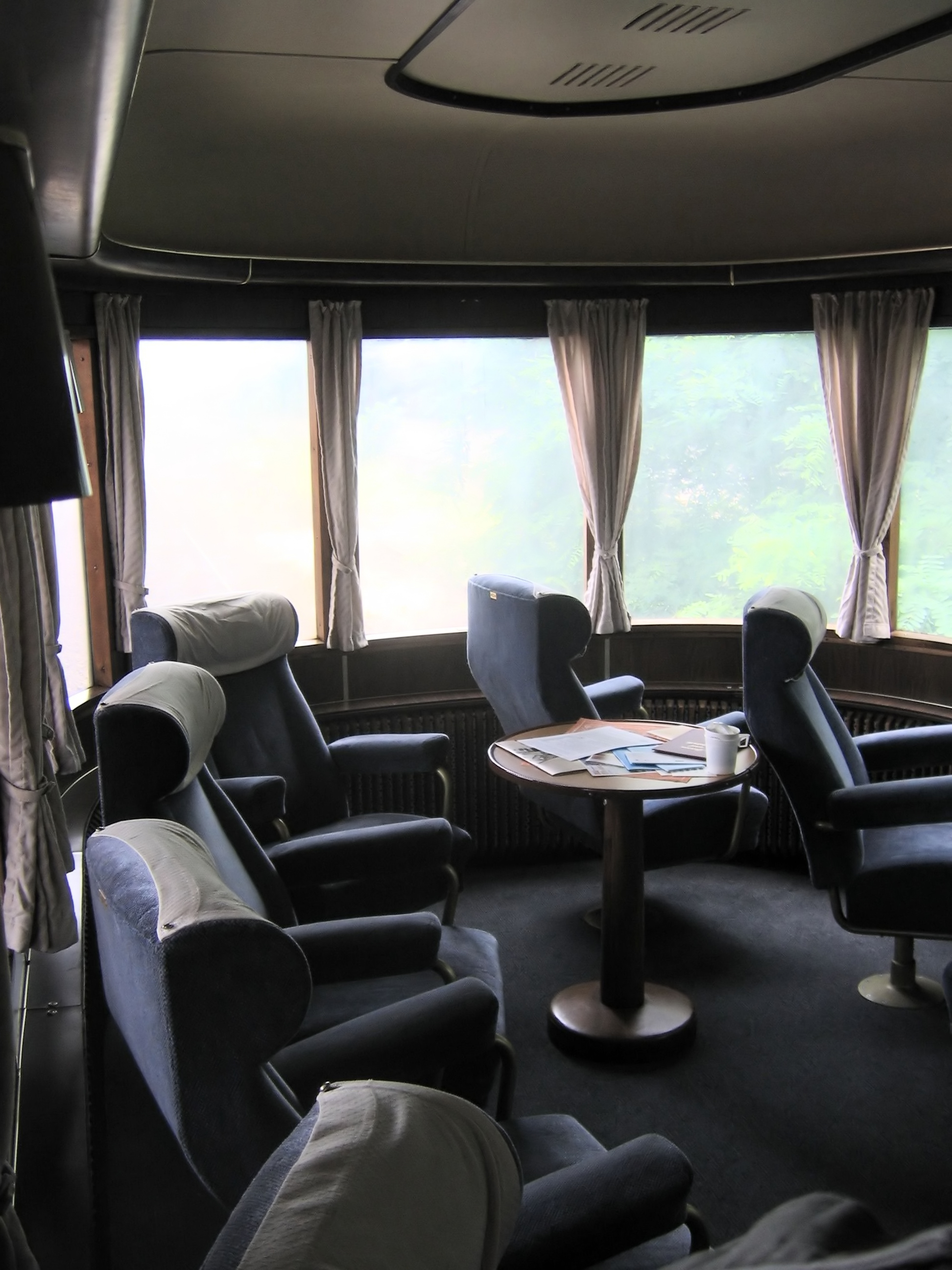
展望車の内部

客車は、二等車・三等車・食堂車・郵便車・荷物車で構成（一部は合造車）された4両編成で、一等車は連結されていない。これらの客車は、本列車専用の客車として製造されたもので、全体的に丸味を帯びているほか、車体下部をカバーで覆っており、流線型機関車と一体となって、スピード感を出している。また、最後尾の客車は、ガラス張りの展望車となっている（後年に増備）。
機関車と客車をつなぐ連結器には、密着連結器が採用され、乗心地が向上している。

## 運転
1936年6月13日より、ヘンシェル・ヴェーグマン・ツークは、ベルリン・アンハルト駅（現・廃止） - ドレスデン中央駅間で、1日2往復の運行を開始した。最高速度は160km/hで、表定速度は100km/hを超え、両駅間を途中無停車で最速100分で結んだ。2008年現在、両駅間（ベルリン側のターミナルはベルリン中央駅）を結ぶ最速のインターシティ（特急列車）は、2時間以上かかっており、今なお当時の所要時間に追いついていない（ただし、一部の区間が、ベルリンの壁崩壊後も復旧していないことを考慮する必要はある）。
機関車は1両しかなかったため、代走には01形や03形のような蒸気機関車が使用された模様である。
なお、列車番号はD53/D54とD57/D58となっており、これは特急列車 (FD-Zug) ではなく、急行列車 (D-Zug) の扱いであったことを表している。当時のドイツ国鉄における「特急列車」の要件は、長距離列車であること、一等車と二等車のみで組成されることとなっており、比較的短区間を走り、二等車と三等車で組成された本列車は、特急列車の要件を満たさなかったことによる。

## その後
本列車に運用された客車をベースに、1938年より特急・急行用客車として「シェルツェンワーゲン」（Schürzenwagen：直訳すると「エプロン客車」）が量産され、戦後も1960年代まで特急列車に使用されている。
第二次世界大戦勃発直前の1939年8月に「ヘンシェル・ヴェーグマン・ツーク」の運行は休止となり、二度と復活することはなかった。増備車である61 002号機は結果的に、一度も本列車の営業運転には使用されなかった。

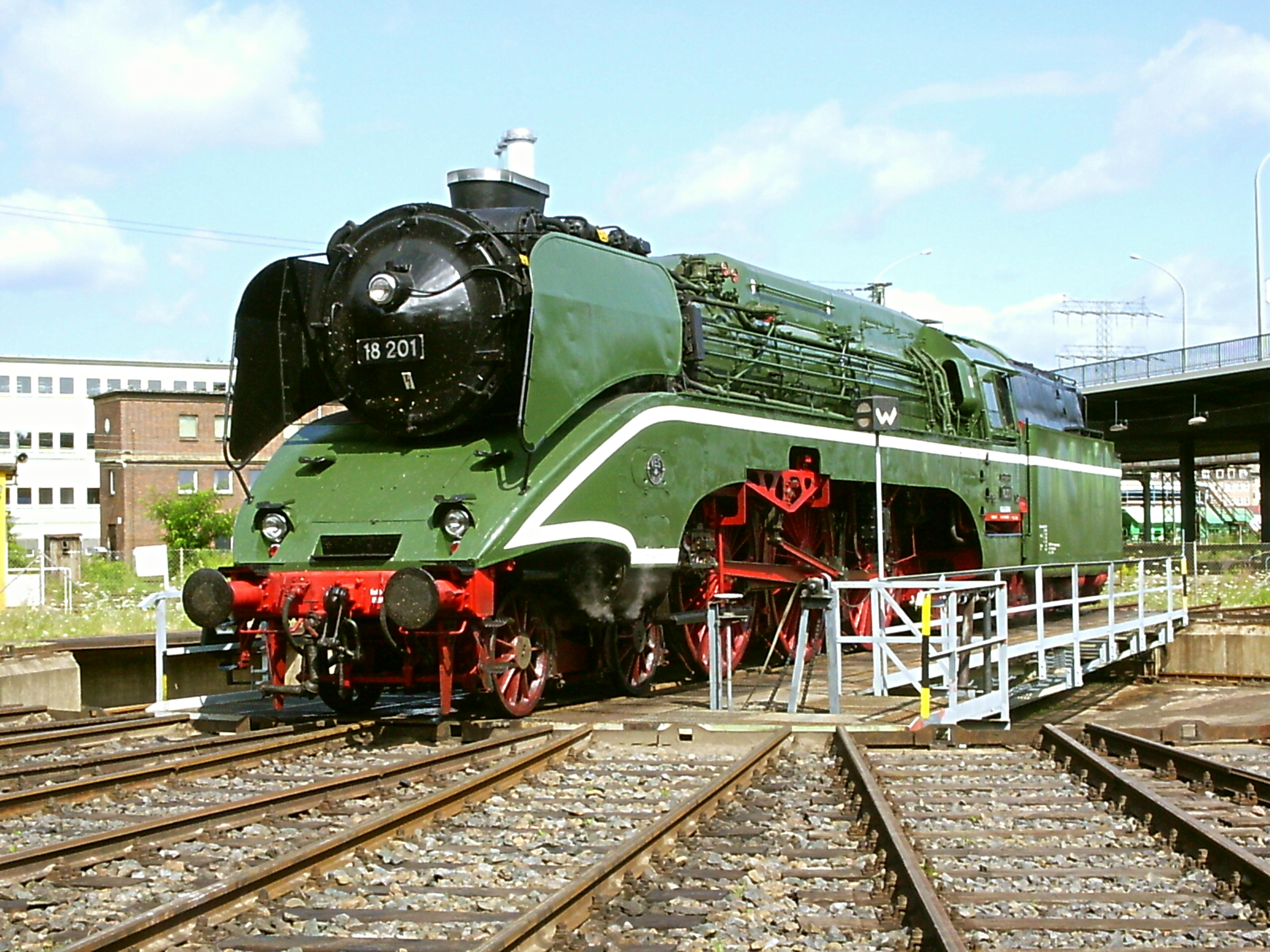
18型蒸気機関車18 201

第二次世界大戦後、61 001号機は西ドイツ国鉄 (DB:Deutsche Bundesbahn) の所属となったが、1952年に事故を起こし廃車、修復されることなく1957年に解体となった。61 002号機は東ドイツ国鉄 (DR:Deutsche Reichsbahn) の所属となり、1961年に18型蒸気機関車18 201号機に改造され、高速試験用のテンダー機関車として使用された。その際、ボイラー換装やシリンダー交換が行われたほか、使用圧力は20気圧から、換装された小型のボイラーにあわせて16気圧に落とされている。現在はドイツの鉄道輸送業者ヴェルダー・フランツの下で動態保存されている。

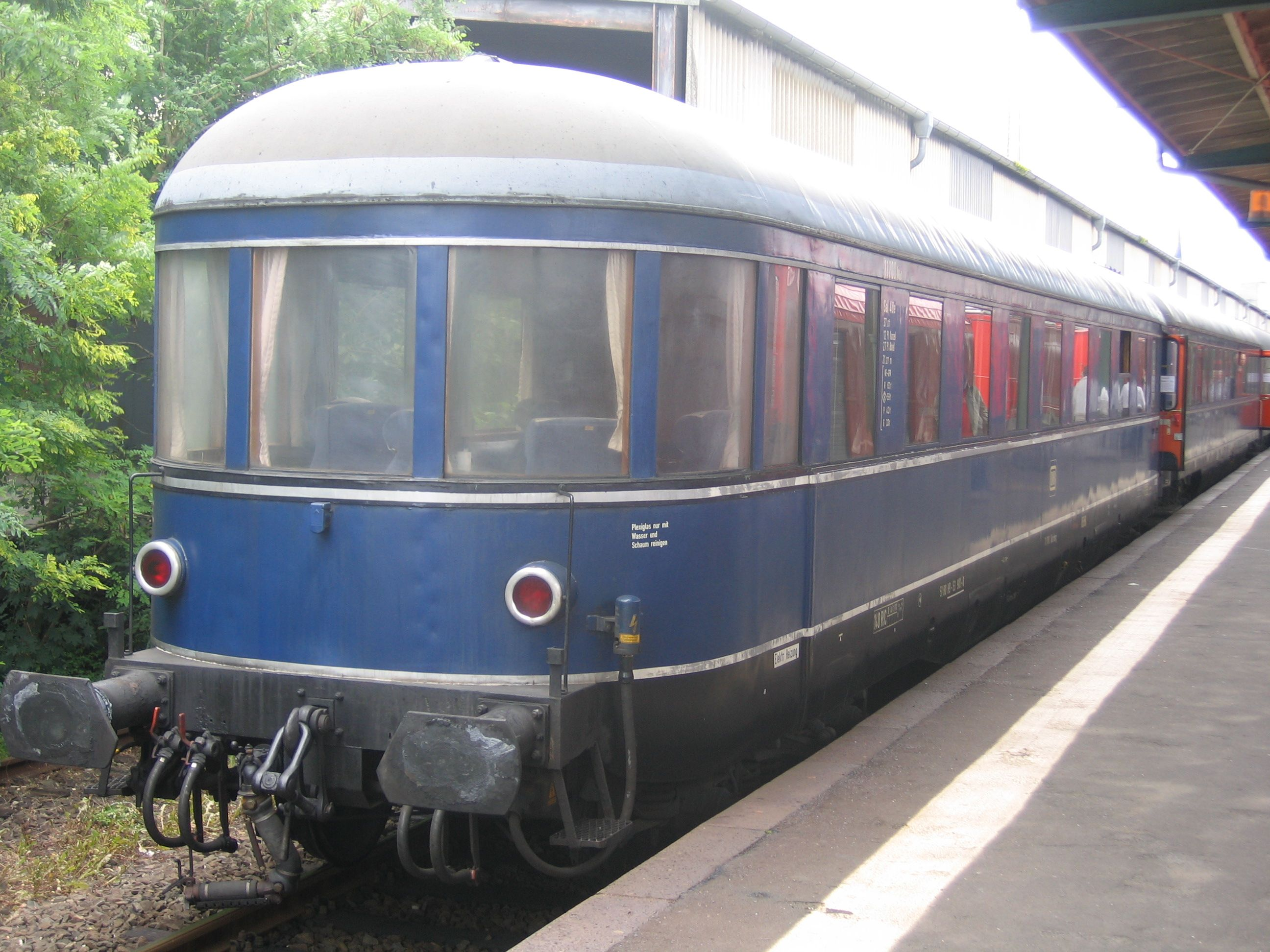
「ブラウエル・エンツィアン」に使用されている展望車

また、客車については、第二次世界大戦後は青色に塗装され、特急「ブラウエル・エンツィアン（青リンドウ）」号などに運用された。現在でも一部は保存されている。

## 評価

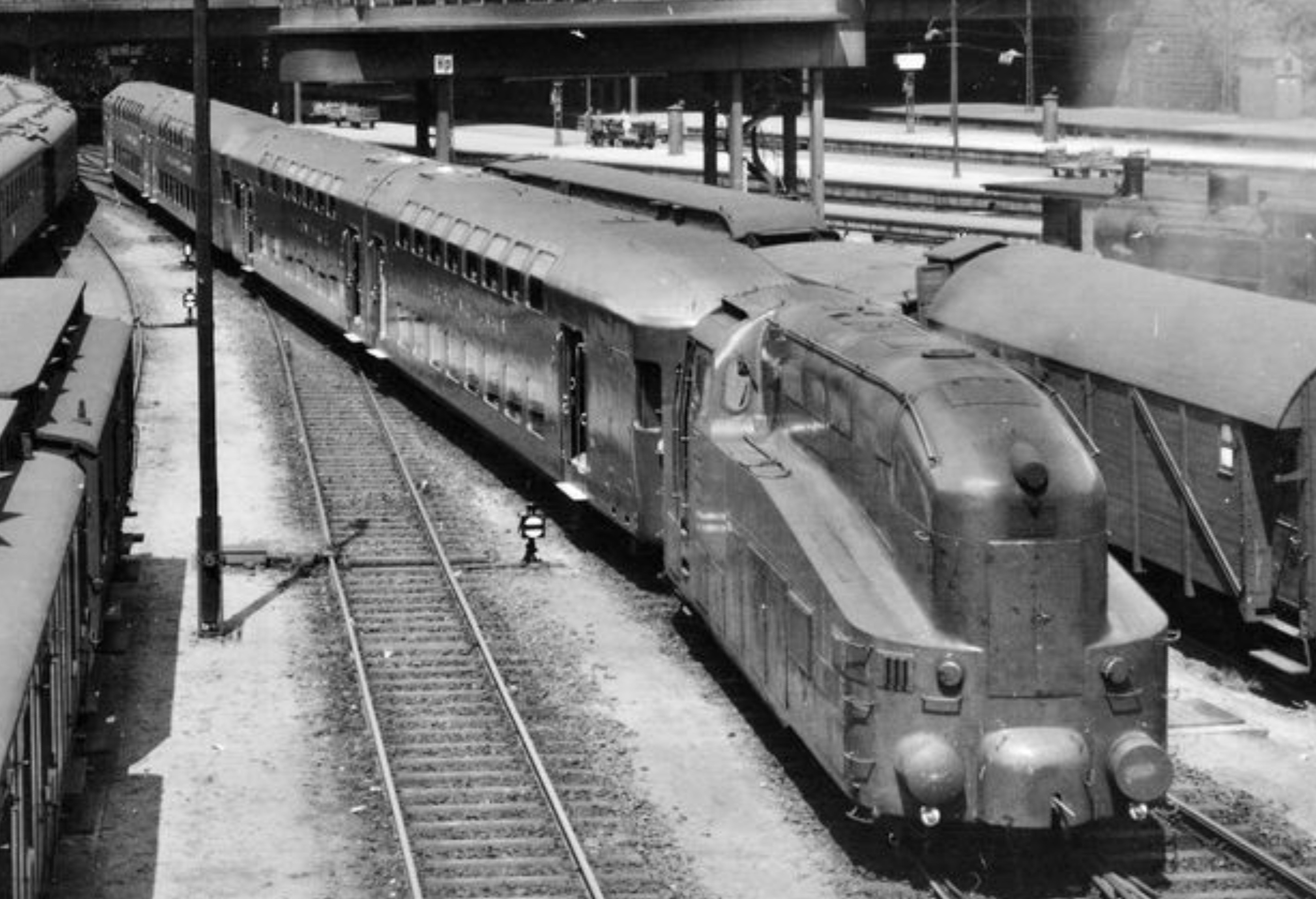
リューベック＝ビューヘン鉄道の高速輸送列車

「ヘンシェル・ヴェーグマン・ツーク」や「フリーゲンターハンブルガー」と相前後して、リューベック＝ビューヘン鉄道でも高速走行できるタンク機関車が2階建て客車を牽引する都市間高速列車を走らせるサービスを開始。1930年代半ばに始まったこうした試みは、その後のTEEやインターシティ、今日のICEにも受け継がれる基本的コンセプトとなった。日本でも南満洲鉄道が1936年にダブサ型蒸気機関車を竣工したが、これはジテ1型気動車の予備車的な扱いに止まっている。